# Дубницький Андрій Іванович
Андрі́й Іва́нович Дубницький (1998—2024) — молодший сержант Збройних сил України, учасник російсько-української війни, що відзначився у ході російського вторгнення в Україну. Герой України (посмертно).

## Життєпис
Народився 5 листопада 1998 року в с. Степанці Канівського району на Черкащині. Після закінчення місцевої школи навчався в Маслівському аграрному технікумі та здобув спеціальність технолога. Пізніше працював на ПрАТ «Миронівська птахофабрика» компанії МХП.
У вересні 2018 року був призваний на строкову службу до Збройних сил України. Службу проходив у м. Одеса на катері морської охорони, там отримав звання старшого матроса. Після проходження служби повернувся на роботу до ПрАТ «Миронівська птахофабрика».
Під час російського вторгнення в Україну 8 березня 2022 року призваний до Збройних Сил України. Проходив службу у складі 110-ї окремої механізованої бригади імені генерал-хорунжого Марка Безручка. Брав участь в обороні м. Авдіївка на Донеччині.
Був нагороджений почесним нагрудним знаком Головнокомандувача ЗСУ «Золотий хрест», відзнакою Президента України «За оборону України», медаллю «Захиснику Вітчизни» та почесною відзнакою військової частини «За оборону Авдіївки».
14 лютого 2024 року під час боїв на позиції «Зеніт» в Авдіївці Андрій Дубницький отримав поранення. У цей час розпочався відступ воїнів 110 ОМБр з позиції «Зеніт». Молодший сержант Андрій Дубницький залишався на позиції разом із Георгієм Павловим, Іваном Житником, Олександром Зінчуком, Миколою Савосіком та ще одним військовослужбовцем. Серед них четверо мали поранення, усі були контужені. В умовах постійних обстрілів евакуювати поренених було неможливо. За даними командування 110 ОМБр, з противником через посередників домовлено щодо евакуації росіянами поранених українських військовиків, надання їм допомоги, а в подальшому — обміну. 15 лютого російські війська захопили позицію. Поранених українських військовослужбовців росіяни стратили, що зафіксовано на відео..
Тіло Андрія Дубницького росіяни повернули до України наприкінці березня 2024 року.
Залишилися матір, сестра, дружина та маленька донька.

## Нагороди
- Звання Герой України з удостоєнням ордена «Золота Зірка» (5 травня 2025, посмертно) — за особисту мужність і героїзм, виявлені у захисті державного суверенітету та територіальної цілісності України, самовіддане служіння Українському народові[5];
- медаль «Захиснику Вітчизни» (31 жовтня 2022) — особисту мужність і самовіддані дії, виявлені у захисті державного суверенітету та територіальної цілісності України, вірність військовій присязі[6];
- відзнака Президента України «За оборону України».